# Rock à Memphis
Albums de Johnny Hallyday
Rock'n'Slow
(1974) La Terre promise
(1975)
Singles
1. (SP) Hey lovely lady - La fille de l'été dernier
Sortie : 14 avril 1975
2. (SP promo hors-commerce) La fille de l'été dernier - Dégage
Sortie : 14 avril 1975

Rock à Memphis est le 19e album studio de Johnny Hallyday, il sort le 21 mai 1975.
L'album est réalisé par Lee Hallyday.

## Histoire
En studio à Memphis, Johnny Hallyday enregistre treize chansons de rock'n'roll ; Douze des titres sont des standards rocks des années 1950, adaptés en français par Michel Mallory et Long Chris, exception faite de Tutti frutti, finalement enregistrée en version originale dans une version musclée, après que, tour à tour, ils échouent à donner des paroles françaises au classique de Little Richard. Le treizième morceau est l'unique création originale de l'album, Get Back Memphis écrit par Wayne Lamar Jackson, qui après adaptation par Michel Mallory devient Ma Mississipi Queen. 
Exception faite du guitariste de Johnny Hallyday Jean-Pierre Azoulay, musiciens et techniciens sont tous Américains ; reconnaissant en lui un véritable virtuose de la guitare ces derniers l'applaudissent durant les sessions d'enregistrement. Jerry Lee Lewis, (rencontré la veille dans un club), joue gracieusement du piano sur Qu'est-ce que tu fais à l'école (adaptation française de son standard High School Confidential).
Un quatorzième titre issue des sessions studios de Memphis est enregistré, Train sans espoir ; cette adaptation par Michel Mallory du standard d'Elvis Presley Mystery Train n'est finalement pas retenue pour l'album et demeure inédite jusqu'en 1993, année de la parution d'une intégrale CD en quarante volumes. 
Rock à Memphis est la vingt-et-unième et la dernière réalisation de Lee Hallyday pour Johnny.
Depuis 1961, année de l'entrée du chanteur chez Philips, Lee Hallyday a réalisé pour lui quinze albums studio et six albums live, soit la quasi-totalité de ses productions durant cette période, à l'exception de : Sings America's Rockin' Hits (1962), Je t'aime, je t'aime, je t'aime (1974) et Rock 'n' Slow (1974).

## Autour de l'album
33 tours Philips, référence originale 9101009
Edition Philips CD 1975 reference 842 769-2
Édition CD en 2000 en fac-similé, référence originale : 546 958-2
Les 45 tours :
La Fille de l'été dernier - Dégage - Philips 6837263 promo hors-commerce
Hey Lovely Lady (titre extrait de l'album - à paraître - La Terre promise) - La Fille de l'été dernier - Référence originale : Philips 6009664

## Titres
| 1.  | Ma chérie c'est moi (It'll Be Me)                          | Michel Mallory (adaptation) | Jack Clement                                           | 2:49 |
| 2.  | 37e étage (Twenty Flight Rock)                             | Long Chris (adaptation)     | Ned Fairchild (en), Eddie Cochran                      | 1:44 |
| 3.  | La Fille de l’été dernier (Summertime Blues)               | Long Chris (adaptation)     | Eddie Cochran, Jerry Capehart                          | 2:21 |
| 4.  | Dégage (Slow Down)                                         | Long Chris (adaptation)     | Larry Williams                                         | 2:44 |
| 5.  | Jeanie, Jeanie et ta sœur (Jeannie Jeannie Jeannie (en))   | Michel Mallory (adaptation) | George Motola (en), Ricky Page                         | 2:28 |
| 6.  | Ma Mississippi Queen (Get Back Memphis)                    | Michel Mallory (adaptation) | Wayne Lamar Jackson                                    | 2:14 |
| 7.  | Tutti Frutti                                               | Dorothy LaBostrie, J. Lubin | Richard Penniman                                       | 2:23 |
| 8.  | Memphis USA (Memphis, Tennessee)                           | Michel Mallory (adaptation) | Chuck Berry                                            | 3:14 |
| 9.  | Oh ! Sally (Long Tall Sally)                               | Michel Mallory (adaptation) | Enotris Johnson (en), Robert Blackwell, Little Richard | 1:56 |
| 10. | Comme un fou (Stuck on You)                                | Michel Mallory (adaptation) | John Leslie McFarland (en), Aaron Schroeder            | 2:29 |
| 11. | Qu'est ce que tu fais à l'école (High School Confidential) | Michel Mallory (adaptation) | Jerry Lee Lewis, Ron Hargrave (en)                     | 2:28 |
| 12. | Un garçon sur la route (Matchbox)                          | Long Chris (adaptation)     | Carl Perkins                                           | 2:06 |
| 13. | Adieu miss Molly (Good Golly, Miss Molly)                  | Michel Mallory (adaptation) | Robert Blackwell, John Marascalco                      | 2:12 |

## Musiciens
- Direction d'orchestre et arrangements : Tim Hinkley (en)
- Ingénieur du son : Chris Kimsey (en) - Richard Roseborough
- Jerry Lee Lewis, (non crédité sur la pochette), joue du piano sur Qu'est-ce que tu fais à l'école ?[10],[11] - adaptation française de son hit High School Confidential
- Guitare : Barry "Bird Bruton - Jean-Pierre Azoulay
- Basse : Ron Easley - Errol Thomas - Tom McClure
- Batterie : Gene Chrisman
- Piano : Jim Dickinson - Marvel Thomas, Tim Hinkley (en)
- Harmonica : Ed Kollis
- The Memphis Horns : Wayne Jackson trompette - Andrew Love saxophone ténor - Lewis Collins saxophone solo - James Mitchell saxophone baryton - Jack Hale trombone
- Chœurs The Jordanaires : Gordon Stoker - Neal Mattehews - Ray Walken - Duane West - Gary Paxton (+ arrangements des chœurs)

## Classements hebdomadaires
| Classement (2000) | Meilleure position |
| ----------------- | ------------------ |
| France (SNEP)     | 34                 |